# Coluber constrictor
Il colubro nero (Coluber constrictor) è un serpente non velenoso appartenente al genere Coluber della famiglia Colubridae.

## Descrizione
Ha una lunghezza variabile tra 50 e 150 cm a seconda della sottospecie, anche se è stato trovato un esemplare record che misura  180 cm; è di color nero-azzurro nella parte superiore e grigio e grigio-bianco nelle parti inferiori e nel petto. Alcuni individui presentano superiormente macchie irregolari più scure. Il colubro nero è uno dei serpenti più diffusi dell'America settentrionale, predilige i luoghi ricchi d'acqua e folti di cespugli e stabilisce la sua dimora sulle rive dei fiumi, degli stagni e dei laghi; come la nostra biscia dal collare, compie a volte escursioni nell'entroterra.

## Alimentazione

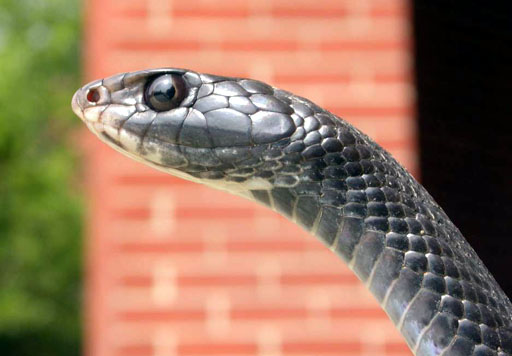
particolare della testa di un Coluber constrictor

Se si dovesse prestare piena fede alle relazioni a nostra disposizione, questo animale supererebbe tutti i suoi affini per agilità e per celerità; serpeggia, si arrampica, nuota e si tuffa egregiamente. Il suo alimento è composto di pesci, anfibi, serpenti, uccelli e mammiferi, in particolare di topi e di serpenti a sonagli.

## In cattività
Anche questo colubro si adatta alla vita in cattività e, con un conveniente trattamento, può sopravvivere per anni. Spesso con gli altri serpenti non vive in armonia; con le specie minori esercita, senza alcun riguardo, il diritto del più forte, cioè, all'occasione, soffoca e ingoia i suoi compagni in cattività. Va comunque sottolineato che i serpenti non sono assolutamente animali sociali, quindi va ricordato che questi animali, in cattività, devono essere tenuti in singole teche.